# MV Arctic Sunrise
O MV Arctic Sunrise é um navio quebra-gelo adquirido pela ONG Greenpeace em 1995. Além de quebra-gelos, é um dos quatro barcos de investigação e pesquisas da ONG.

## História
O Sunrise foi adquirido pelo Greenpeace em 1995, e entrou em atividade em junho de 1996. Antes era um barco pesqueiro, que inclusive havia sido confrontado pela ONG tempos atrás. A primeira ação do Sunrise junto ao Greenpeace, foi um protesto no Mar do Norte onde o Greenpeace tentava evitar a construção de zonas para a extração de petróleo. Desde aquele momento, o Artic Sunrise trabalhou na Antártida, no Congo, e no rio Amazonas. O Sunrise também foi primeiro a circunavegar a Ilha James Ross, na Antártida, revelando assim diversos fatores causados pelo aquecimento global. Viajou repetidas vezes ao Alaska para estudar as mudanças climática da região, afim de demonstrar oposição a construção de área de exploração petrolífera por parte da BP. Também fez o mesmo na Groenlândia. Em águas do sul, o Artic Sunrise juntamente com o seu barco irmão o MV Esperança, atuaram denunciando atividades de pesca de baleia. O Sunrise também ajudou a capturar e denunciar barcos de pesca pirata na Patagônia, Argentina, mais especificamente, o "Rita" em 2000. Também atuou em ações similares ao redor de todo o mundo. Em 2011, o Artic atuou numa ação contra uma explanação para descoberta de campos de carbono nos Estados Unidos.
Em 2013, o Arctic Sunrise foi parte de um protesto do Greenpeace à empresa de energia russa Gazprom, cuja exploração de petróleo no Ártico a ONG considera perigosa para o meio ambiente local. O navio carregava 30 tripulantes até a perfuratriz Prirazlomnoye no Mar de Pechora, com dois chegando a tentar escalar a plataforma."Warning shots fired as Russia detains Greenpeace activists at Arctic oil rig"], Ruptly.</ref> O exército russo invadiu o navio e rebocou-o até Murmansk, onde os trinta passageiros - que incluiam a brasileira Ana Paula Maciel - ficaram presos por três meses. O Arctic Sunrise permanecia retido na Rússia em 2014.

## Descrição
Está registrado no porto de Amsterdam, Países Baixos, e seu nome original era Polarbjorn (Urso Polar). Construído em 1975 pela companhia AS Vaagen Verft, conta com vinte e oito liteiras e em seu casco esta formado com quatro lanchas (duas grandes rígidas e duas pequenas infláveis), possui capacidade para transportar até um helicóptero. A sigla naval é PCTK. Pesa 949 toneladas, mede 49,62 m de comprimento de fora a fora, 11,50 m de largura e calado de 5,3 m. Pode alcançar uma velocidade máxima de 13 nós, já que conta com um motor principal MAK 9M452AK 2495 IHP 1619 kW e dois motores auxiliares Deutz BF6M716 208 hp —175 kW, além de dois propulsores de 400 Hp, localizado na proa e o outro na popa.